# 民力休養・政費節減
民力休養・政費節減（みんりょくきゅうよう・せいひせつげん）とは、1890年代から1900年代の日本の帝国議会において、民党側が掲げた公約。政費節減を経費節減（けいひせつげん）と表記する場合もある。

## 概要
産業振興や軍備拡張によって、財政膨張を続ける政府財政の無駄を削減して（政費節減/経費節減）、その削減分に相応した地租などを削減して重税に苦しむ国民の負担を軽減して（民力休養）、国民生活の再建を図るべきとする主張である。
地租の軽減は自由民権運動の主力が地主・農民に移った1880年代以後盛んになっており、1887年の三大事件建白書においても「外交の刷新」「言論・集会の自由」と並んで掲げられていた。1889年の大同団結運動分裂の際に成立した大同倶楽部が「財政を整理し、民力の休養を謀ること」を綱領に掲げて以後、対立した大同協和会（後の立憲自由党）、更に立憲改進党を巻き込んで民党勢力共通の公約となった。帝国議会開設後、民党勢力は具体的に地租を地価の2.5％から2％に引き下げるように要求して、衆議院において度々予算の減額修正を図った。だが、貴族院はこれに消極的であり結果的に要求を貫徹できなかった。一方、民党に対峙する吏党もこの方針には一概に反対ではなかったが、地租の削減よりも現実的な地租納期の端境期への変更（米価が高い時期に換金して納税すれば、結果的に農民の負担は軽くなる）を求めた。
ところが、日清戦争の前後より、社会構造の変化に伴って米価が上昇基調のまま推移するようになり、相対的に古いままの地価を基にした税額に対して負担が軽くなる現象が生じた。また、当時の歳出は公債返済の占める割合が多く削減の割合が多かったこと、また民党議員でも地元の公共事業への予算配分を求める意見があるなど政費節減のための具体策については民党内でもまとまらなかった。このため、この路線の実現方法についても意見が分裂するようになった。即ち、地租改正によって結果的に幕藩体制時代よりも税率が引き上げられた東日本の地主・農民は税率の引き下げを求め、元の税率が高めであった西日本では地租の算定基準となった地価が収穫量が安定して多いという理由で、高い評価が与えられたために、税率よりも地価の引き下げを求めた。更に都市部を中心とした商工業者は地租よりも営業税などの方が収益に対する税負担の割合が高いにもかかわらず、民党が地租軽減ばかりを唱えることに不満を抱き、財政革新会などを通して独自の運動を起こした。
逆に政府側は地主・農民の税負担が軽くなっていることを理由に地租の増徴を計画するようになる。1898年に第2次松方内閣がこの構想を打ち出すと、政府と民党、あるいは地主・農村と商工業者の間で激しい議論を巻き起こすようになり、政党と藩閥の連携などの政界の構図を激変させる原因の一つとなった。